# Tobias Koch
 (octobre 2012).
Si vous disposez d'ouvrages ou d'articles de référence ou si vous connaissez des sites web de qualité traitant du thème abordé ici, merci de compléter l'article en donnant les références utiles à sa vérifiabilité et en les liant à la section « Notes et références ».
Pour les articles homonymes, voir Koch.
Tobias Koch est un pianiste, pianofortiste et claveciniste allemand né le 11 septembre 1968 à Kempen.
Tobias Koch, l’un des instrumentalistes les plus riches en facettes de sa génération, se consacre autant à l’interprétation basée sur les informations historiques qu’aux études de musicologie, ayant toujours pour objectif de percer le secret de la sonorité de manière peu traditionnelle et vivante, que ce soit au clavicorde, clavecin, pianoforte, Piano-pédalier, à l’orgue ou au piano à queue romantique. 
David Levine, Roberto Szidon, Jos van Immerseel, Malcolm Bilson et Claire Chevallier lui ont fourni les impulsions artistiques que nécessitait sa carrière. Parmi ses partenaires de musique de chambre figurent Andreas Staier, Fazil Say, Joshua Bell et Steven Isserlis. Sa collaboration avec des facteurs d’instruments, son enseignement à la Hochschule Robert Schumann de Düsseldorf et aux académies de Verbier et Montepulciano, plus de 150 productions radiophoniques et télévisées, ainsi que de nombreuses publications complètent son activité musicale. Tobias Koch a interprété en cycles l’intégrale des œuvres pour piano de Mozart, Haydn, Schubert, Schumann, Janáček et Schönberg ; il est considéré comme l’un des interprètes schumannien les plus affirmés. La sonorité des anciens pianos exerçant sur lui un incoercible envoûtement, il consacre depuis des années sa carrière de soliste exclusivement aux instruments historiques.

## Discographie
- Trois amis à Paris, œuvres de Frédéric Chopin, Ferdinand Hiller et Franz Liszt. GENUIN 2012
- August Klughardt, Quintette avec piano en Sol mineur, Op. 43. avi music / Musica Autentica 2012
- Musikalische Morgenunterhaltung. Musique de chambre, œuvres de Clara Schumann, Bernhard Romberg, Niels Gade, Carl Maria von Weber. Raumklang 2012
- Schumann, Musique pour la jeunesse. 2 CD, GENUIN 2010
- Robert et Clara Schumann: Musique pour piano de Dresde 1845-1849. GENUIN 2010
- Mendelssohn et Fanny Mendelssohn: Musique pour piano. GENUIN 2009
- Mendelssohn, Les Trios avec piano et œuvres pour violoncelle et pianoforte - avec Alte Musik Köln. Ars Produktion 2009
- Schumann, Œuvres tardives pour pianoforte. GENUIN 2007
- Mozart, Sonates KV 301-306 pour clavecin et violon - avec Lisa Marie Landgraf, violon. 2 CD, GENUIN 2007
- Burgmüller, Œuvres complètes pour pianoforte, et œuvres de Friedrich Burgmüller et Felix Mendelssohn. GENUIN 2006
- Robert Schumann: Œuvres complètes pour pianoforte et violon; œuvres de Albert Dietrich, Joseph Joachim, Ferdinand David, Clara Schumann - avec Lisa Marie Landgraf, violon. 3 CD, GENUIN 2004
- Debussy, Sonate pour violon et piano, Henryk Wieniawski: Polonaise op. 21 - avec Kyoko Yonemoto et Antal Szalai, violon. Ambroisie 2005
- Takemitsu, From far beyond Chrysamthemums and November fog - avec Akiko Ono, violon. Cypres 2001
- Glorieux, Divertimento for Piano and Strings - avec Kiew Chamber Orchestra, François Glorieux. Talent Records 1994